# فرد (فیلم ۲۰۱۴)
فرد (انگلیسی: Fred) یک فیلم مستند آمریکایی محصول ۲۰۱۴ است که مبارزات انتخاباتی ریاست جمهوری سال ۲۰۱۲ فرد کارگر، نخستین نامزد گی در یک حزب سیاسی بزرگ در تاریخ آمریکا را روایت می‌کند. فرد نخستین بار در جشنوارهٔ بین‌المللی فیلم مونادنوک در ۴ آوریل ۲۰۱۴ به نمایش درآمد.